# کریگ (آریزونا)
کریگ (به انگلیسی: Crag) یک منطقهٔ مسکونی در ایالات متحده آمریکا است که در آریزونا واقع شده‌است. کریگ ۲۶۹ متر بالاتر از سطح دریا واقع شده‌است.